# Florentino Bautista
Florentino Bautista (Manila, 24 novembre 1930 – 28 aprile 2014) è stato un cestista filippino.

## Carriera
Con le Filippine ha disputato i Giochi olimpici di Helsinki 1952 e i Campionati del mondo del 1954.